# Oswestry

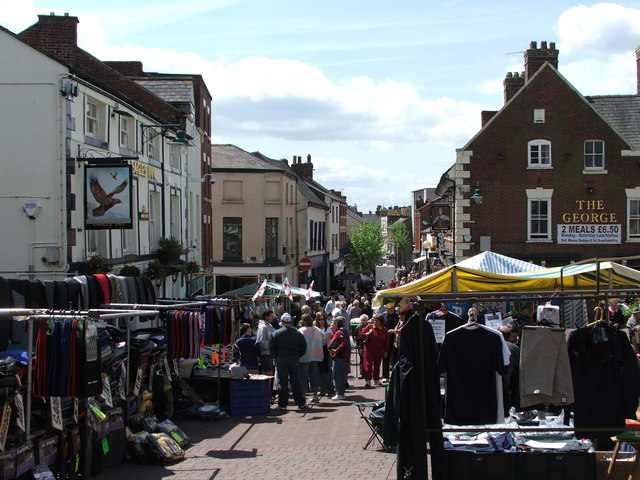
El mercado de Oswestry.

Oswestry es una villa inglesa con una población de 17.877, en el noroeste del condado de Shropshire. Oswestry es la tercera villa más grande en Shropshire, detrás de Shrewsbury y Telford, y la villa más grande en su norte. Está al lado de la A5, una carretera principal de la capital Londres a Holyhead en la isla galesa de Anglesey.

## Historia
El nombre de la villa es probablemente del inglés Oswald's Tree (El Árbol de Oswaldo). Oswaldo fue un rey cristiano de Northumbria y perdió una batalla contra Penda, el rey pagano de Mercia. El cadáver de Oswaldo fue puesto en un árbol. Oswestry está cerca de la frontera con Gales, y por eso la villa tiene un nombre en el idioma galés: Croesoswallt. Croesoswallt vino de galés Croes Oswallt (La Cruz de Oswaldo) y fue utilizado para la primera vez en 1254.
La Iglesia de San Oswaldo lleva el nombre del Rey Oswaldo, como la villa. Fue registrado en el Libro Domesday de 1086. En 1599 William Morgan, que tradujo la Biblia al idioma galés, fue el vicario. Actualmente, es una iglesia de la Iglesia de Inglaterra en el diócesis de Lichfield.
El Castillo de Whittington está cerca de Oswestry. Existe desde el siglo IX, pero fue reconstruido en 1221 para la familia Fitzwarine por Enrique III de Inglaterra. Mucho del castillo fue destruido por cañones en 1643, durante la Guerra Civil Inglesa.
Hay un mercado en Oswestry desde 1190. Desde 1980, Oswestry está hermanado con Combs-la-Ville, un barrio del sur de Paris, la capital de Francia, y en su honor Oswestry tiene una calle se llama Combs-la-Ville Close.

## Clubs de Deporte

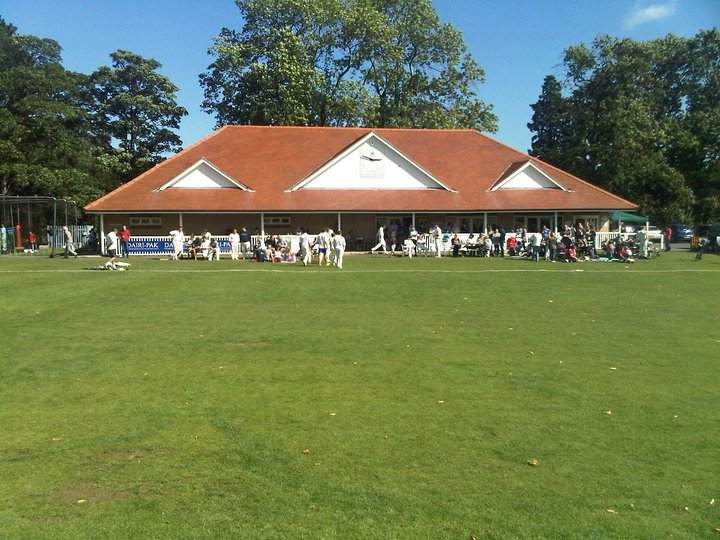
El estadio del Oswestry Cricket Club.

El Oswestry Town Football Club fue fundado en 1860, y es por eso más viejo que el primer club professional del mundo, Notts County (1862). Oswestry Town ganó el Copa de Gales en 1884, 1901 y 1907. En 2003 Oswestry unió con el The New Saints Football Club del pueblo galés de Llansantffraid, y conserva el nombre del The New Saints pero juega en Oswestry. The New Saints jugó en la Liga de Campeones en la temporada 2005-06 y perdió contra el Liverpool Football Club, el ganador de la temporada pasada.
El Oswestry Cricket Club juega en la tercera división de la Liga de Birmingham.

## Habitantes famosos

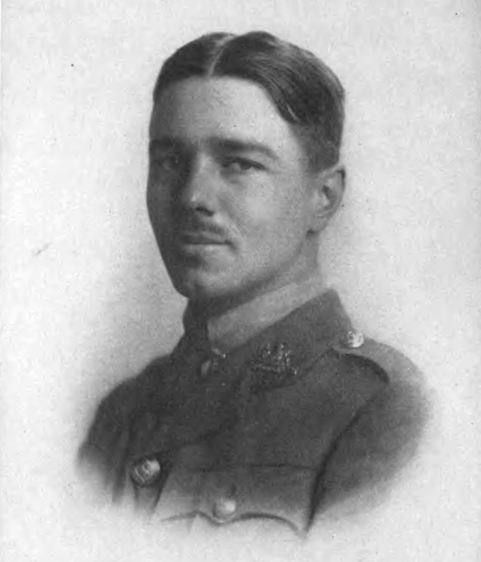
Wilfred Owen (1893-1918) fue un poeta de Oswestry.

- Wilfred Owen (1893-1918), poeta de la Primera Guerra Mundial, fue nacido en Oswestry el 18 de marzo de 1893.[16]

- Alan Ball (1945-2007) fue un futbolista que pasó su infancia en Oswestry pero fue nacido en Lancashire. Ball fue el jugador más joven en la Selección inglesa que ganó el Copa Mundial de 1966.[17]

- Ian Woosnam (1958-) es un golfista jubilado que ganó el Ryder Cup como capitán de la Selección de Europa en 2006. Fue nacido el 2 de marzo de 1958 en Oswestry.[18]